# Wilhelm Martin Leberecht de Wette
Wilhelm Martin Leberecht de Wette (12 janvier 1780 - 16 juin 1849) est un théologien et bibliste protestant allemand.

## Biographie
Wilhelm Martin Leberecht de Wette est le fils du pasteur Johann August de Wette (1744-1812) et de son épouse Margarethe Dorothea Christiane née Schneider (1751-1819). Il étudie au lycée de Weimar (de), où il subit l'influence décisive de Johann Gottfried von Herder, qui fait souvent passer des examens à l'école.

## Travaux
Julius Wellhausen le décrit comme un pionnier de l'exégèse historico-critique. Nous lui devons l'idée que le "livre de la loi" (2 Rois 22-8) retrouvé sous le règne de Josias était le Deutéronome seul (1805). Par ailleurs, suivant une opinion émise par Baruch Spinoza, il suppose l'existence d'un vaste ensemble de textes, un énnéateuque qui aurait raconté l'histoire d'Israël des origines à l'exil. Cet ensemble serait issu de la fusion d'un texte écrit par un narrateur annalistique et d'un écrit par un narrateur théocratique. Ce texte aurait ensuite été retravaillé pour le lier au Deutéronome et aux autres livres historiques de la Bible

## Ouvrages
- Beiträge zur Einleitung in das Alte Testament (2 vol., 1806–1807)
- Kommentar über die Psalmen (1811), which has passed through several editions
- Lehrbuch der hebräisch-jüdischen Archäologie (1814)
- Über Religion und Theologie (1815); a work of great importance as showing its author's general theological position
- Lehrbuch der christlichen Dogmatik (1813-1816)
- Lehrbuch der historisch-kritischen Einleitung in die Bibel (1817)
- Christliche Sittenlehre (1819–1821)
- Einleitung in das Neue Testament (1826)
- Religion, ihr Wesen, ihre Erscheinungsform, und ihr Einfluss auf das Leben (1827)
- Das Wesen des christlichen Glaubens (1846)
- Kurzgefasstes exegetisches Handbuch zum Neuen Testament (1836–1848).